# Valgerd Svarstad Haugland
Valgerd Svarstad Haugland (né le 23 août 1956 à Kvam) est une enseignante et une femme politique norvégienne (Parti populaire chrétien). 
Elle siège au Storting de 1993 à 2005.
De 1995 à 2004, elle est présidente du Parti populaire chrétien.
Le 10 juin 2011, elle est nommée fylkesmann d'Oslo et d'Akershus.

## Ministre
Haugland est ministre à deux reprises:
- Ministre de l'Enfance et de la Famille - du 17 octobre 1997 au 17 mars 200 (Gouvernement Bondevik I).
- Ministre de la Culture et des Affaires ecclésiastiques - du 19 octobre 2001 au 17 octobre 2005 (Gouvernement Bondevik II).